# Peer Günt
Ne doit pas être confondu avec Peer Gynt.
Peer Günt est un groupe de hard rock finlandais, originaire de Kouvola. Le groupe est surtout connu pour sa production simple et minimale. Les morceaux les plus célèbres de Peer Günt incluent Backseat et I Don't Wanna Be a Rock 'n' Roll Star, qui figurent dans la liste Top 200 Biises publiée par Yleisradio en 2003. D'autres chansons populaires comprennent Bad Boys are Here, Bartender, Losing My Mind et Liquor and Drugs.

## Biographie
En 1976, le chanteur-guitariste Timo Nikki fonde la première version de Peer Günt à Kouvola. Dans les premiers temps, le groupe sert de tremplin à de nombreux musiciens de la Vallée de la Kymi. Teijo « Twist Twist » Erkinharju rejoint le groupe en 1981 et le bassiste Teijo « Tsöötz » Kettula en 1983. Avec cette formation, le groupe participe aux compétitions Rock's SM en 1984, face à Kolmas Nainen et Keba.
Le groupe atteint son pic de popularité dans la seconde moitié des années 1980, avec trois albums ; Backseat (1986), Good Girls Don't... (1987) et Fire Wire (1988). Ils atteignent tous le top des classements finlandais. Avec ce succès, l'intérêt pour Peer Günt attire même à l'international ; le groupe sort ses disques en Europe sous le label français High Dragon Records et le groupe joue, hormis la Finlande, au Royaume-Uni, dans l'Union soviétique, en Corée du Nord, en Norvège, en Suède et au Danemark au festival de musique de Roskilde en 1987. Cependant, le succès qu'ils connaissent en Finlande n'atteint pas l'étranger, et même dans leur pays leur popularité à décliner, après la sortie de Do not Mess With the Countryboys (1990), en raison de la tendance musicale controversée . Après l'album Smalltown Maniacs (1994), Peer Günt commence le millénaire dans de plus petites salles et joue beaucoup moins irrégulièrement, en partie à cause du batteur Erkinharjun Leningrad Cowboys .
En 2005, le groupe fait un retour anticipé à l'album No Piercing, No Tattoo après onze ans d'enregistrement. En été la même année, cependant, Timo Nikki annonce que le groupe cesserait ces activités. Pour cette séparation, Nikki remet en cause le manque de sérieux des autres membres conformément aux accords convenus lors du renouvellement de 2002, à savoir la fin de leur consommation excessive d'alcool en concert et en tournée.
En 2006, Nikki relance les performances de Peer Günt, avec une nouvelle formation qui comprend le bassiste Pete Pohjanniemi et le batteur Sauli « Sakke » Koivula. Avec cette composition, le groupe sort deux albums studio ; Guts and Glory (2007) et Buck the Odds (2009), et l'album live Live Today, Gone Tomorrow (2011).
À l'automne 2016, Peer Günt célèbre son 40e anniversaire avec une tournée locale. Peer Günt joue ensuite occasionnellement, se concentrant principalement sur les festivals et les plus grands clubs de rock.

## Membres
- Timo Nikki - chant, guitare
- Pete Pohjanniemi - basse
- Sakke Koivula - batterie

## Discographie

### Albums studio
- 1985 : Peer Günt
- 1985 : Through The Wall
- 1986 : Backseat
- 1987 : Good Girls Don't...
- 1988 : Fire Wire
- 1990 : Don't Mess with the Countryboys
- 1994 : Smalltown Maniacs
- 2005 : No Piercing, No Tattoo
- 2007 : Guts And Glory
- 2009 : Buck the Odds

### Albums live
- 2006 : Live at Rockperry (CD/DVD)
- 2007 : Live at Tavastia (DVD)
- 2011 : Live Today, Gone Tomorrow

### Compilations
- 1989 : Years on the Road
- 1997 : Golden Greats
- 2002 : Loaded
- 2006 : Bad Boys are Here - Anthology